# Yoo Yong-sung
Yoo Yong-sung, född 25 oktober 1974, är en sydkoreansk badmintonspelare. Han har som bäst tagit ett silver i badminton tillsammans med Lee Dong-soo vid OS 2000 och 2004.